# 青山憲三
青山 憲三（あおやま けんぞう、1879年（明治12年）9月21日 - 1953年（昭和28年）1月27日）は、日本の政治家。衆議院議員（6期）。

## 略歴
1879年（明治12年）9月に石川県鳳至郡曽福村の坂本三郎四郎の七男として生まれ、2歳のときに能登島の青山家の養子となる。1901年（明治34年）に和仏法律学校（現・法政大学）法律科を卒業する。
三等郵便局長、石川県会議員、同県参事会員を経て、1924年（大正13年）に第15回衆議院議員総選挙に出馬し、当選する。以後、第16回、第17回、第18回、第20回、第21回総選挙でも当選した。
1930年（昭和5年）五私鉄疑獄事件を通じて収賄容疑で起訴されたが、1933年（昭和8年）に東京地方裁判所で無罪判決を受けた。
立憲政友会で総務、米内内閣・第2次近衛内閣において内務参与官を務める。
また、中央水産業会会長、帝國水産会副会長、石川県水産連合組合長、石川県出漁協会長、石川県水産振興会長、北陸漁業社長、能登島汽船役員などを歴任した。
戦後は公職追放され、1953年（昭和28年）1月27日に死去。

## 親族
- 青山正一 - 長男[4]。参議院議員、北海道開発政務次官。

## 顕彰碑
石川県に顕彰碑、銅像が建立されている。

## 栄典
- 1940年（昭和15年）8月15日 - 紀元二千六百年祝典記念章[5]